# Well... All Right
Well... All Right (in veel coverversies uitgebracht als Well All Right) is een rockabillynummer van de Amerikaanse zanger Buddy Holly. Het is opgenomen in februari 1958 en uitgebracht in november van dat jaar als B-kant van de single "Heartbeat". Het nummer is geschreven door Holly in samenwerking met Norman Petty, Jerry Allison en Joe Mauldin. Hoewel het een B-kant is, is het een van Holly's bekendere nummers. Het is dan ook terug te vinden op meerdere compilatiealbums van de artiest, waaronder 20 Golden Greats en The Buddy Holly Story, Vol. 2.
Het nummer is door tientallen artiesten gecoverd. De Britse supergroep Blind Faith heeft het in 1969 opgenomen voor hun debuutalbum. Deze versie bereikte de 23e plek in de Nederlandse Top 40 In 1978 nam de band van gitarist Santana het nummer op voor het album Inner Secrets. Dit nummer haalde in de Top 40 plek 22. Andere artiesten die het nummer opgenomen hebben, zijn onder meer Albert Hammond jr., Kid Rock en Lyle Lovett.

## NPO Radio 2 Top 2000
| Nummers met noteringen in de NPO Radio 2 Top 2000 | '99  | '00  | '01  | '02  | '03 | '04  | '05  | '06  | '07  | '08  |
| ------------------------------------------------- | ---- | ---- | ---- | ---- | --- | ---- | ---- | ---- | ---- | ---- |
| Well... All Right (Buddy Holly)                   | 1505 | -    | 1676 | 1443 | 829 | 1691 | 1594 | 1923 | 1943 | 1635 |
| Well All Right (Blind Faith)                      | 1414 | 1407 | 1513 | 1565 | -   | 1761 | -    | -    | -    | -    |

1. ↑  Een '-' betekent dat het nummer niet was genoteerd en een vetgedrukt getal geeft de hoogste notering van een nummer aan.
2. ↑  Deze tabel is bijgewerkt tot en met de laatste editie (2024).